# Kirkerup Sogn (Slagelse Kommune)
 For alternative betydninger, se Kirkerup Sogn. (Se også artikler, som begynder med Kirkerup Sogn)
Kirkerup Sogn er et sogn i Slagelse-Skælskør Provsti (Roskilde Stift).
Siden 1574 var Kirkerup Sogn anneks til Sørbymagle Sogn. Begge sogne hørte til Vester Flakkebjerg Herred i Sorø Amt. Sørbymagle-Kirkerup sognekommune blev ved kommunalreformen i 1970 indlemmet i Hashøj Kommune, der ved strukturreformen i 2007 indgik i Slagelse Kommune.
I Kirkerup Sogn ligger Kirkerup Kirke.
I sognet findes følgende autoriserede stednavne:
- Esholte (bebyggelse, ejerlav)
- Fladholte (bebyggelse)
- Gyldenholm (ejerlav, landbrugsejendom)
- Kirkerup (bebyggelse, ejerlav)
- Kirkerup Mark (bebyggelse)
- Kirkerup Overdrev (bebyggelse)
- Krogen (bebyggelse)
- Lorup (bebyggelse, ejerlav)
- Rappenborg (bebyggelse)